# Grande Prêmio do Canadá de 2024
O Grande Prêmio do Canadá de 2024 (formalmente denominado Formula 1 AWS Grand Prix du Canada 2024) Foi a nona etapa do Campeonato Mundial de Fórmula 1 de 2024, disputado em 9 de junho de 2024 no Circuito Gilles Villeneuve, Montreal, Canadá.

## Resumo
- George Russell, conquista sua 2° pole position na carreira e a primeira da Mercedes no ano, coisa que não ocorre desde o Grande Prêmio da Hungria de 2023 com Lewis Hamilton.
- Foi a segunda vez na história da Fórmula 1 que teve um empate na pole position (com tempos de volta idênticos no minuto, nos segundos e nos milésimos) desde o Grande Prêmio da Europa de 1997. O regulamento definia que quem obtivesse o tempo primeiro, poderia largar da pole-position.
- Max Verstappen conquista sua 60° Vitória na Fórmula 1.
- Primeiro pódio para George Russell e Mercedes no ano, coisa que não acontece desde Grande Prêmio de Abu Dhabi de 2023.

## Resultados

#### Treino classificatório
| Pos.                | N° | Piloto           | Construtor                 | Tempos classificatórios | Tempos classificatórios | Tempos classificatórios | Grid final |
| Pos.                | N° | Piloto           | Construtor                 | Q1                      | Q2                      | Q3                      | Grid final |
| ------------------- | -- | ---------------- | -------------------------- | ----------------------- | ----------------------- | ----------------------- | ---------- |
| 1                   | 63 | George Russell   | Mercedes                   | 1:13.013                | 1:11.742                | 1:12.000                | 1          |
| 2                   | 1  | Max Verstappen   | Red Bull Racing-Honda RBPT | 1:12.360                | 1:12.549                | 1:12.000                | 2          |
| 3                   | 4  | Lando Norris     | McLaren-Mercedes           | 1:12.959                | 1:12.201                | 1:12.021                | 3          |
| 4                   | 81 | Oscar Piastri    | McLaren-Mercedes           | 1:12.907                | 1:12.462                | 1:12.103                | 4          |
| 5                   | 3  | Daniel Ricciardo | RB-Honda RBPT              | 1:13.240                | 1:12.572                | 1.12.178                | 5          |
| 6                   | 14 | Fernando Alonso  | Aston Martin-Mercedes      | 1:13.117                | 1:12.635                | 1:12.228                | 6          |
| 7                   | 44 | Lewis Hamilton   | Mercedes                   | 1:12.851                | 1:11.979                | 1:12.280                | 7          |
| 8                   | 22 | Yuki Tsunoda     | RB-Honda RBPT              | 1:12.748                | 1:12.303                | 1:12.414                | 8          |
| 9                   | 18 | Lance Stroll     | Aston Martin-Mercedes      | 1:13.088                | 1:12.659                | 1:12.701                | 9          |
| 10                  | 23 | Alexander Albon  | Williams-Mercedes          | 1:12.896                | 1:12.485                | 1:12.976                | 10         |
| 11                  | 16 | Charles Leclerc  | Ferrari                    | 1:13.107                | 1:12.691                | N/A                     | 11         |
| 12                  | 55 | Carlos Sainz Jr. | Ferrari                    | 1:13.038                | 1:12.728                | N/A                     | 12         |
| 13                  | 2  | Logan Sargeant   | Williams-Mercedes          | 1:13.063                | 1:12.736                | N/A                     | 13         |
| 14                  | 20 | Kevin Magnussen  | Haas-Ferrari               | 1:13.217                | 1:12.916                | N/A                     | 14         |
| 15                  | 10 | Pierre Gasly     | Alpine-Renault             | 1:13.289                | 1:12.940                | N/A                     | 15         |
| 16                  | 11 | Sergio Pérez     | Red Bull Racing-Honda RBPT | 1:13.326                | N/A                     | N/A                     | 16         |
| 17                  | 77 | Valtteri Bottas  | Kick Sauber-Ferrari        | 1:13.366                | N/A                     | N/A                     | PL         |
| 18                  | 31 | Esteban Ocon     | Alpine-Renault             | 1:13.435                | N/A                     | N/A                     | 18         |
| 19                  | 27 | Nico Hülkenberg  | Haas-Ferrari               | 1:13.978                | N/A                     | N/A                     | 17         |
| 20                  | 24 | Zhou Guanyu      | Kick Sauber-Ferrari        | 1:14.292                | N/A                     | N/A                     | PL         |
| 107% time: 1:17.425 |    |                  |                            |                         |                         |                         |            |
| Fontes:             |    |                  |                            |                         |                         |                         |            |

#### Corrida
| Pos.                                                               | N° | Piloto           | Construtor                 | Voltas | Tempo/Retirada    | Grid | Pontos |
| ------------------------------------------------------------------ | -- | ---------------- | -------------------------- | ------ | ----------------- | ---- | ------ |
| 1                                                                  | 1  | Max Verstappen   | Red Bull Racing-Honda RBPT | 70     | 1:45:47.927       | 2    | 25     |
| 2                                                                  | 4  | Lando Norris     | McLaren-Mercedes           | 70     | +3.869            | 3    | 18     |
| 3                                                                  | 63 | George Russell   | Mercedes                   | 70     | +4.317            | 1    | 15     |
| 4                                                                  | 44 | Lewis Hamilton   | Mercedes                   | 70     | +4.915            | 7    | 13     |
| 5                                                                  | 81 | Oscar Piastri    | McLaren-Mercedes           | 70     | +10.199           | 4    | 10     |
| 6                                                                  | 14 | Fernando Alonso  | Aston Martin-Mercedes      | 70     | +17.510           | 6    | 8      |
| 7                                                                  | 18 | Lance Stroll     | Aston Martin-Mercedes      | 70     | +23.625           | 9    | 6      |
| 8                                                                  | 3  | Daniel Ricciardo | RB-Honda RBPT              | 70     | +28.672           | 5    | 4      |
| 9                                                                  | 10 | Pierre Gasly     | Alpine-Renault             | 70     | +30.021           | 15   | 2      |
| 10                                                                 | 31 | Esteban Ocon     | Alpine-Renault             | 70     | +30.313           | 18   | 1      |
| 11                                                                 | 27 | Nico Hülkenberg  | Haas-Ferrari               | 70     | +30.824           | 17   |        |
| 12                                                                 | 20 | Kevin Magnussen  | Haas-Ferrari               | 70     | +31.253           | 14   |        |
| 13                                                                 | 77 | Valtteri Bottas  | Kick Sauber-Ferrari        | 70     | +40.487           | PL   |        |
| 14                                                                 | 22 | Yuki Tsunoda     | RB-Honda RBPT              | 70     | +52.694           | 8    |        |
| 15                                                                 | 24 | Zhou Guanyu      | Kick Sauber-Ferrari        | 69     | +1 lap            | PL   |        |
| Ret                                                                | 55 | Carlos Sainz Jr. | Ferrari                    | 52     | Colisão           | 12   |        |
| Ret                                                                | 23 | Alexander Albon  | Williams-Mercedes          | 52     | Colisão           | 10   |        |
| Ret                                                                | 11 | Sergio Pérez     | Red Bull Racing-Honda RBPT | 51     | Batida no muro    | 16   |        |
| Ret                                                                | 16 | Charles Leclerc  | Ferrari                    | 40     | Problema no motor | 11   |        |
| Ret                                                                | 2  | Logan Sargeant   | Williams-Mercedes          | 23     | Batida no muro    | 13   |        |
| Volta Mais Rápida: Lewis Hamilton (Mercedes) – 1:14.856 (volta 70) |    |                  |                            |        |                   |      |        |
| Fontes:                                                            |    |                  |                            |        |                   |      |        |

## Tabela do Campeonato após a corrida
|        | Pos. | Piloto           | Pontos |
| ------ | ---- | ---------------- | ------ |
|        | 1    | Max Verstappen   | 194    |
|        | 2    | Charles Leclerc  | 138    |
|        | 3    | Lando Norris     | 131    |
|        | 4    | Carlos Sainz Jr. | 108    |
|        | 5    | Sergio Pérez     | 107    |
| Fonte: |      |                  |        |

|        | Pos. | Construtor                 | Pontos |
| ------ | ---- | -------------------------- | ------ |
|        | 1    | Red Bull Racing-Honda RBPT | 301    |
|        | 2    | Ferrari                    | 252    |
|        | 3    | McLaren-Mercedes           | 212    |
|        | 4    | Mercedes                   | 124    |
|        | 5    | Aston Martin-Mercedes      | 58     |
| Fonte: |      |                            |        |

- Nota: Apenas as cinco primeiras posições estão incluídas em ambos os conjuntos de classificação.